# Arvydas Sekmokas

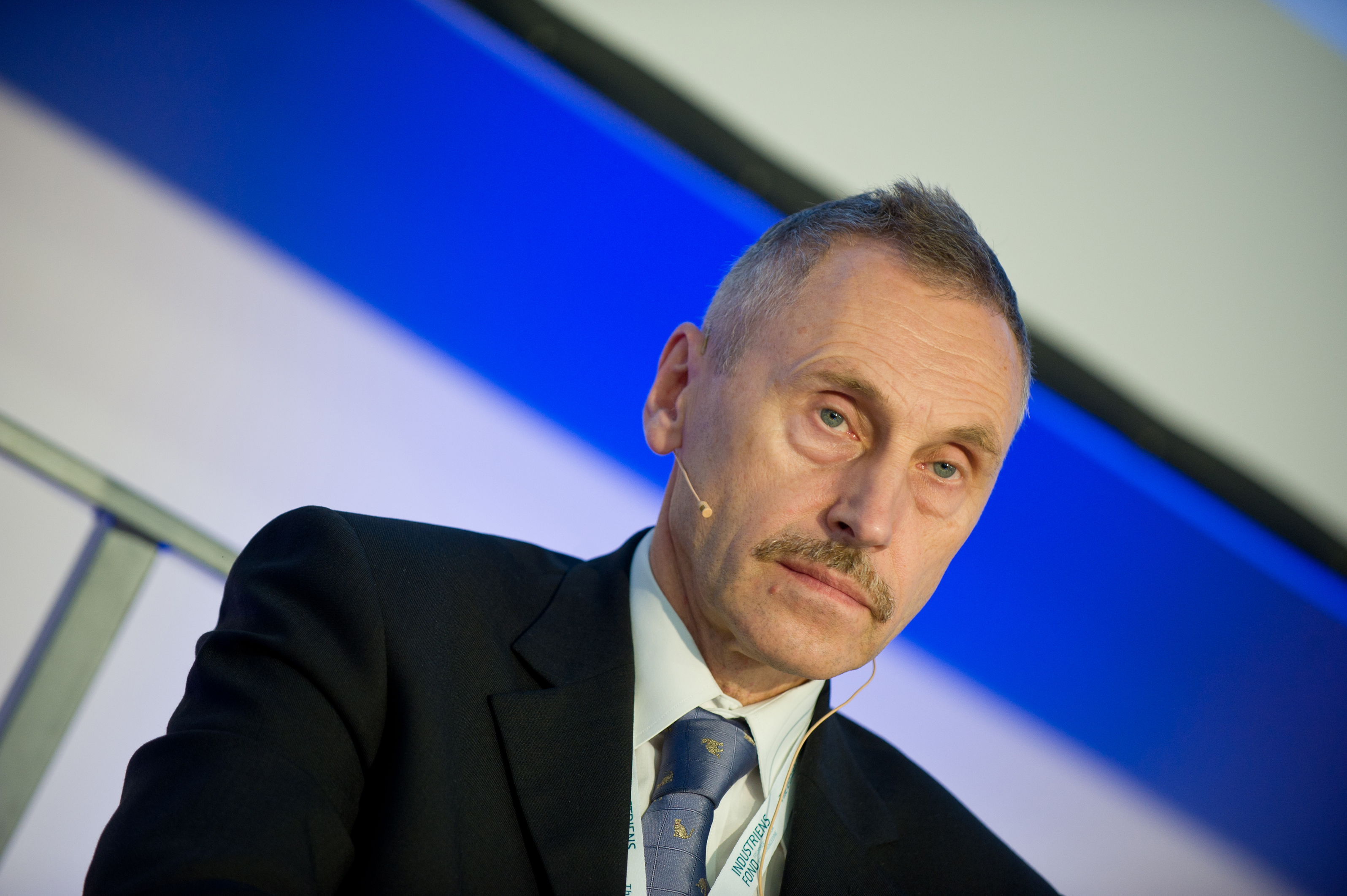
Arvydas Sekmokas

Arvydas Sekmokas (* 26. Dezember 1951 in Kaunas) ist litauischer Manager und Politiker, Mitglied im Stadtrat Vilnius, ehemaliger Energiewirtschaftsminister von Litauen und  Vizewirtschaftsminister Litauens.

## Leben
Arvydas Sekmokas absolvierte das Studium der Wirtschaftswissenschaften an der Fakultät für Wirtschaftswissenschaften der Universität Vilnius. Von 1991 bis 1992 war Arvydas Sekmokas stellvertretender Wirtschaftsminister und später Direktor des IT-Unternehmens UAB „DocLogix“, vom 11. Dezember 2008 bis zum 6. Februar 2009 Berater für Energiewirtschaft des Wirtschaftsministers Dainius Kreivys (* 1970). Vom 10. Februar 2009 bis 2012 war er Energiewirtschaftsminister von Litauen (zum Minister vom Präsident Valdas Adamkus am 6. Februar 2009 ernannt).  Seit dem 22. April 2015 ist Sekmokas Mitglied im Rat der Stadtgemeinde Vilnius.
Sekmokas ist Mitglied von Tėvynės sąjunga - Lietuvos krikščionys demokratai.